# Афанасій (Шкурупій)
Афанасій (в миру Шкурупій Володимир Михайлович (нар. 20 серпня 1954, с. Шкурупіївка, Решетилівський район, Полтавська область) — архієрей Православної церкви України (до 15 грудня 2018 року — Української автокефальної православної церкви), архієпископ Харківський і Ізюмський. Прозаїк, член Національної спілки письменників України (з 1988).

## Життєпис
Закінчив Черкаський державний педагогічний інститут (1980), за фахом — учитель української мови та літератури. Певний час працював інструктором зі спорту, редактором районного радіомовлення. У 1978—1994 роках — пасічник у колгоспі, займався фермерством. В 1991 році заснував духовно-літературний альманах «Великдень» (вийшло у світ два числа часопису), а в 1992 році заснував всеукраїнську газету «Добродій», яка з 1995 року виходить у світ як щотижневе передплатне видання, а з 2005 року як релігійний православний двотижневик.
Певний час був редактором газети «Решетилівський час». Був депутатом районної ради. Мешкає в смт Решетилівка.
Автор збірок оповідань та повістей «Жива роса» (Київ, 1987), «Осіння горішина» (Київ, 1990).
Його повість «Чи я в лузі не калина», створену 1984, де описано трагічні події 1933 і 1947 років, довгий час відмовлялися друкувати, уперше видана 1990 року.
У 2004 році ніс послух в Богуславському та Феодосіївському чоловічих монастирях УПЦ КП.
У 2005 році екстерном закінчив Житомирську духовну семінарію.
12 жовтня 2005 року в Житомирі архієпископом Житомирським і Овруцьким УПЦ КП Ізяславом (Каргою) пострижений у чернецтво,
13 жовтня висвячений в ієродиякона, 14 жовтня, в день Покрови Пресвятої Богородиці, — в ієромонаха.
З грудня 2005 року — насельник Свято-Троїцького чоловічого монастиря в Житомирі.
З грудня 2006 року — настоятель Свято-Покровської церкви в селі Білки Житомирської єпархії.
З 7 квітня 2008 року на свято Благовіщення Пресвятої Богородиці піднесений до сану ігумена.
З 17 лютого 2009 року — призначений намісником Свято-Покровського чоловічого монастиря в с. Білки, Житомирської єпархії.
- Всеукраїнська літературно-мистецька премія імені Євгена Гуцала (2024).[2]

## Єпископське служіння
26 серпня 2009 року рішенням Архієрейського Собору УАПЦ обраний єпископом Харківсько-Полтавської єпархії,
15 листопада 2009 року в Києві, у храмі Миколи Набережного висвячений на єпископа Харківського і Полтавського.
У 2012 році закінчив Національний університет «Острозька академія» та здобув кваліфікацію магістра богослов'я (теологія).
3 червня 2015 року Божого, згідно з рішенням Архієрейського Собору УАПЦ, возведений у сан архієпископа.
15 грудня 2018 року разом із усіма іншими архієреями УАПЦ взяв участь у Об'єднавчому соборі в храмі Святої Софії.
27 березня 2019 року завітав до бійців 92 ОМБр, де разом з капеланами помолився за спокій душ українських бійців.